# 云南艺术学院
云南艺术学院 （Yunnan Arts University; YAU; 云艺）是由中华人民共和国教育部批准，云南省人民政府举办的全日制普通高等艺术院校。始建于 1959 年，其前身可追溯到 1938 年西南联大的文化生活部和师范学院，是中国西南地区一所特色鲜明、艺术门类齐全的综合性高等艺术院校，学校为中国 8 所综合性高等艺术院校之一，是中国-东盟艺术高校联盟、中俄艺术高校联盟、中国—中东欧国家舞蹈文化艺术联盟、中国高等戏剧教育联盟、中国舞台美术教育联盟成员高校、中国政府奖学金来华留学生接收院校、国家大学生文化素质教育基地、社会艺术水平考级机构。

## 历史沿革[1]
- 西南联大师范学院时期

1938年8月，西南联大遵照教育部命令，增设成立西南联大师范学院。
1946年5月，“西南联大师范学院”正式更名为“国立昆明师范学院”。
1950年，国立昆明师范学院开设了音乐选修课，传承联大时期精神，组织歌咏队。次年，国立昆师设立艺术部。
1952年，由于师资力量欠缺，后改艺术部为艺术科，学制1年。
1957年，艺术科被迫停止招生。
- 云南艺术学院创立

1958年9月，由中共云南省省委批准建立云南艺术学院，昆明师范学院艺术科并入，分设音乐系、美术系，与云南文化艺术干部学校合署办公，由云南省文化局和省教育厅双重领导。
1959年8月，云南艺术学院正式成立，次年（1960年）成立云南艺术学院附中。
在1959年至1961年期间，云南艺术学院先后开设音乐、美术、戏剧和舞蹈四个学科。除舞蹈系外，其他三门学科均同期开展了招生工作。
1977年恢复高考后，中共云南省委决定恢复云南艺术学院。1978年6月30日，教育部、文化部以（78）文教字第285号联合批复：“同意恢复云南艺术学院暨附中”。经过两年多的筹建，1980年8月1日，昆明师范学院艺术系全系师生正式归并云南艺术学院。1981年9月24日，举行了恢复后招收的首届新生开学典礼。
- 昆明师范学院艺术系时期

1962年8月，撤消云南艺术学院及附属中学，音乐、美术两系转入昆明师范学院艺术系，戏剧、舞蹈两系由文化艺术干部学校代管至毕业。
1963年春，昆明师范学院就自身原有艺术系及归并后的云南艺术学院原艺术系的工作做出调整。将原音乐、美术两系，改为音乐、美术两个专业，实行轮换招生制。
文革时期（1966年），部分学生返回昆明师院本部，个别师生留守麻园，目的在于保护院内财产。
1968年至1971年期间，院内67、68届学生被迫下放到各部门接受再教育，教师队伍则被列为审查对象，接受“斗、批、审”教育。导致教学工作陷入停滞阶段。
1971年4月，开始了接受工农兵学员的工作。
- 云南艺术学院

1977年恢复高考后，中共云南省委决定恢复云南艺术学院。1978年6月30日，教育部、文化部以（78）文教字第285号联合批复：“同意恢复云南艺术学院暨附中”。
1980年8月1日，云南艺术学院正式脱离了昆明师范学院，成为了独立自主的办学机构。同年9月5日学院宣布恢复开学，并开始部署进行教学工作。
1996年，云南艺术学院获批具有招收外国留学生资格。
2002年1月，由云南省教育厅批准成立云南艺术学院文华学院。
2003年，云南艺术学院获得硕士学位授予权。
2004年，云南艺术学院获教育部本科教育教学评估“良好”等级。
2008年，经云南省政府批准，云南艺术学院成为云南省民族艺术国际人才培养基地。同年9月，云南艺术学院呈贡新校区开工建设。
2009年，经云南省政府批准，云南艺术学院成为云南省招收周边国家留学生政府奖学金院校。
2013年，经教育部批准，云南艺术学院成为云南省招收港澳台学生院校。
2019年，云南艺术学院获批艺术学理论省级博士后科研工作站。
2020年10月，云南艺术学院加入“中国舞台美术教育联盟”。

## 办学定位[1]
发展目标定位——建设具有国际影响和特色鲜明的国内一流艺术院校。人才培养定位——坚持立德树人，培养“品德优良、精于专业、勇于实践、善于创新、敢于担当”的应用型高素质艺术人才。办学层次定位——以本科教育为主体，积极开展留学生教育及中外合作办学，大力发展研究生教育，努力构建具有博、硕、本多个培养层次的高水平应用型艺术大学，形成“一体两翼”办学格局。专业发展定位——构建定位准确、布局合理、结构优化、特色鲜明、质量显著的本科专业格局；服务面向定位——立足云南、服务全国、面向南亚东南亚、走向全世界。

## 办学规模[1]
有呈贡、麻园 2 个校区，占地面积共 794 余亩。现有 12 个教学单位，1 个附属艺术学校。全日制在校生 近10000人，教职工 877 人。现有教学行政用房面积共 25.89万m²，教学、科研仪器设备资产总值2.37亿元，有纸质图书102.06万册，电子期刊50.85万册。

## 学科建设与研究生教育[1]
有学硕和专硕两个授权类别。2022 年教育部发布新版学科专业目录，学校调整为 2 个一级学科和 5 个专业学位类别。现有 2 个省级优势特色重点学科 ，3 个省级 A 类高原学科，2 个省级一流特色建设学科，其中 1 个省级一流重点支持建设学科。获 2022 年云南省高等教育教学成果奖一等奖 2 项（研究生），有国家级课程思政示范课程 1 门（研究生课程）。

## 专业建设与本科生教育[1]
27个本科招生专业中有14个专业获批国家级一流本科专业建设点，10 个专业获批省级一流本科专业建设点。获批 11 门国家一流本科课程，32 门省级一流本科课程。深入开展云南省本科高校专业“增 A 去 D”计划4，获批 A 类专业建设点 2 个、新兴专业建设点 1 个，提前完成“去 D”任务。获 2022 年云南省高等教育教学成果奖 5 项（本科），其中特等奖 1 项。入选全国首批“大思政课”实践基地，获批“省级课程思政教学研究示范中心”。有国家级课程思政示范课程 1 门（本科课程），省级 4 门。在第三届全国高校教师教学创新大赛中获课程思政正高组一等奖、新文科正高组三等奖各 1 项。入选云南省“黄大年”式教师团队2个。

## 科研创作[1]
有省级科研平台 7 个、省级创新团队 8 个。近5年，国家社科艺术学项目立项 18 项，其中 2021 年立项 4 项，全国高校并列第二。现有 3 项国家社科基金重大项目在研（含艺术学项目）。国家艺术基金立项数连续5年保持云南省第一，占云南省立项总数的 50%，立项总数在全国高校中位列前十。师生作品在各级各类赛事、展演中取得优异成绩，多次获中宣部 “五个一工程奖”、中国音乐金钟奖、“文华奖”、曹禺戏剧文学奖、中国舞蹈“荷花奖”、全国美展、中国设计大展等国家级奖项，教师获教育部“全国优秀教师”“全国高校优秀思想政治教育工作者”称号。

## 对外交流[1]
主动融入“一带一路”倡议，服务对外开放大局，充分发挥专业优势，成功组织“多彩·共栖”基于生物多样性的全球美术与设计大赛，学校哈尼族同学登上 COP15主会场，代表世界青年面向全球发言，有效宣传了我省建设生态文明排头兵、民族文化强省的卓越成效。围绕面向南亚东南亚辐射中心的云南“三个定位” 战略目标，成功举办“中老铁路”主题留学生人文纪行、戏剧创作，连续6 年承办“南亚东南亚教育合作昆明论坛”系列活动，打造“艺术+”国际艺术展演品牌，不断提升学校国际影响力。与美、英、法、泰、新加坡、马来西亚、越南等18个国家及港澳台地区的近50所高水平艺术院校和机构建立了密切的合作交流关系。2020年教育部批准云南艺术学院与意大利欧洲设计学院合作举办环境设计专业本科教育项目，国际化办学水平不断提高，宽领域、多层次的教育对外开放工作格局逐步形成。
六十五年的办学征程中，学校聚集了一大批在全世界声名远播的艺术家和艺术教育家，如：被巴黎艺坛誉为“中国美术家的天才”、在国内被称为“边城大师”的油画家、雕塑家廖新学教授，中国最早一批赴法国留学的著名翻译家、声乐教育家方于教授和著名小提琴家李丹教授夫妇，知名国画家、雕塑家袁晓岑教授，云南画派的代表人物丁绍光和蒋铁锋等，为社会培养了一代又一代的优秀文化艺术人才，为社会主义文艺事业繁荣发展和地方经济社会发展作出了应有的贡献。

面向未来，学校将始终遵循“继承传统、学习民间，兼容中外、服务社会”的办学理念，秉承“海涵地负、继往开来” 的学校精神，“务实、求新、尚美”的校训，立足于云南地理区位优势和文化资源优势以及综合艺术院校办学优势，主动服务和融入国家和云南发展战略，致力于建设具有国际影响和特色鲜明的国内一流艺术院校。
1. 1 2 3 4 5 6 7 8  . www.ynart.edu.cn.   [2024-11-13]. （原始内容存档于2025-01-20）.